# Parmotrema aldabrense
Parmotrema aldabrense är en lavart som först beskrevs av C. W. Dodge, och fick sitt nu gällande namn av Hale. Parmotrema aldabrense ingår i släktet Parmotrema och familjen Parmeliaceae.   Inga underarter finns listade i Catalogue of Life.